# Ƕ

고트 문자 형태.

고트 문자 형태

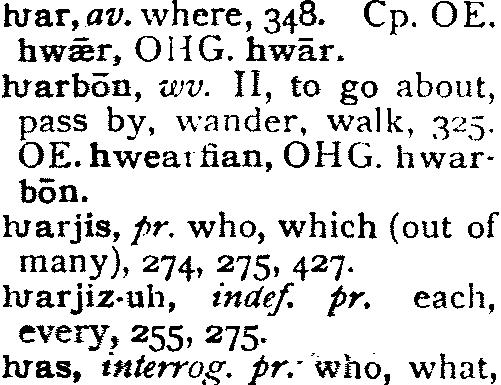
조지프 라이트의 고트어 문법 (1910)에 Ƕ가 포함된 일부 단어

Ƕ,ƕ(Hwair)는 𐍈의 이름으로, 고트 문자에서 [hʷ] 또는 [ʍ] 소리를 나타낸다(영어에서는 [ʍ]에 대한 뒤집힌 wh-철자로 반영됨). Ƕ는 또한 고트어를 표기하는 데 사용되는 라틴어 합자 ƕ (대문자 Ƕ)의 이름이기도 하다.

## 이름
고트 문자의 이름은 앨퀸이 코덱스 빈도보넨시스 795에 uuaer로 기록했다. ƕair의 이름은 아마도 "가마솥, 냄비"를 의미했을 것이다.
(cf. ƕairnei "두개골"); 비교 재구는 인도유럽조어에서 kʷer- ("일종의 접시 또는 냄비")를 보여준다.
이 음소에 대한 고대 푸타르크 룬 문자는 없었기 때문에 대부분의 고트 문자와는 달리 이름은 룬 문자의 이름을 이어받지 않았다(하지만 카이르트라 참조).

## 음가
고트어 ƕ는 그림의 법칙을 겪은 후 인도유럽 순음연구개음 kʷ에서 파생된 공통 게르만어 xʷ의 반영이다. 고대 영어와 고대 고지 독일어에서 같은 음소는 hw로 표기된다.

## 음역
고트 문자는 같은 이름의 라틴어 합자 ƕ로 음역되는데, 이 합자는 빌헬름 브라우네가 1882년판 Gotische Grammatik에 도입했으며, 헤르만 콜리츠가 1880년판 서평에서 제안한 바와 같이, 1860년대에 미뉴 (vol. 18) 등이 이전에 음소를 표현하는 데 사용했던 이중음자 hv를 대체했다. 예를 들어 다니아 전사법에서 사용된다. 또한 1921년판 국제 음성 기호에서도 무성 양순 연구개 접근음 [ʍ]을 나타내는 데 사용되었다.

## 관련 문자 및 기타 유사 문자
- ʘ : IPA 양순 흡착음 문자
- Ԋ ԋ : 코미 녜, 몰로츠프 알파벳의 문자
- Ꙩ ꙩ : 키릴 문자 외안 오
- ん : ん
- Խ խ : 아르메니아 헤

## 문자 인코딩
| 문자           | 𐍈                   | 𐍈                   | Ƕ                          | Ƕ                          | ƕ                     | ƕ                     |
| 유니코드 이름  | GOTHIC LETTER HWAIR | GOTHIC LETTER HWAIR | LATIN CAPITAL LETTER HWAIR | LATIN CAPITAL LETTER HWAIR | LATIN SMALL LETTER HV | LATIN SMALL LETTER HV |
| 문자 인코딩    | 십진법              | 십육진법            | 십진법                     | 십육진법                   | 십진법                | 십육진법              |
| 유니코드       | 66376               | 10348               | 502                        | 01F6                       | 405                   | 0195                  |
| UTF-8          | 240 144 141 136     | F0 90 8D 88         | 199 182                    | C7 B6                      | 198 149               | C6 95                 |
| 숫자 문자 참조 | &#66376;            | &#x10348;           | &#502;                     | &#x01F6;                   | &#405;                | &#x0195;              |

라틴 문자들의 유니코드 이름은 "Hwair"와 "Hv"로 다르다.